# Mantello (biologia)
In zoologia, si definisce mantello (o pallio) una estensione della parete corporea di alcuni invertebrati, per esempio brachiopodi e molluschi. Il mantello si espande lateralmente e delimita, assieme alla massa viscerale, la cavità palleale, all'interno della quale si trovano gli organi respiratori. 
Il mantello, di solito, secerne le componenti collose (carbonato di calcio e conchiolina) che vanno a costituire la conchiglia dei molluschi.